# Pully Rink Hockey Club
Der Pully Rink-Hockey Club (kurz: Pully RHC) ist ein Schweizer Rollhockeyverein aus Pully im Kanton Waadt. Der Club wurde 1950 gegründet und ist Mitglied des Schweizerischen Rollhockey-Verbandes (SRHV). Die erste Mannschaft spielt in der Nationalliga A, der höchsten Spielklasse im Schweizer Rollhockey.

## Geschichte
Der Pully RHC wurde 1950 gegründet. Neben dem Hockeyclub Montreux und dem Genève Rink Hockey Club ist der Club aus der Waadt damit einer der ältesten Rollhockeyvereine der Schweiz. Der Verein betreibt neben der ersten Mannschaft in der Nationalliga A auch eine zweite Mannschaft in der 2. Liga sowie mehrere Nachwuchsteams in den Kategorien U17, U15, U11 und U9. Zudem bietet der Club eine Rollhockeyschule für Kinder zwischen 4 und 7 Jahren an.

## Erfolge

### Damenmannschaft
- Schweizer Meister (Nationalliga A): 1996, 1997
- Schweizer Cupsieger: 1994, 1995, 1999

## Infrastruktur
Die Heimspiele des Pully RHC finden in der Salle omnisports Arnold-Reymond in Pully statt. Zusätzlich nutzt der Verein das Collège de Mallieu für Trainings und Veranstaltungen.